# Athlon 64 X2
Athlon 64 AMD Phenom
L'Athlon 64 X2 correspond à la série de microprocesseur à double cœur proposée par AMD à la suite de l'évolution de la compétition à la performance qui se détourne de la course à la fréquence pour entamer celle du multi-threading. À partir de la seconde génération de la série Brisbane, les microprocesseurs dual-core portent désormais le nom de Athlon X2.
Lancé en avril - mai  2005, AMD a choisi une politique radicalement différente de celle de son concurrent Intel, qui a choisi de réunir sur un même die deux cœurs Prescott pour concevoir ses Pentium D. Pour ce qui les concerne, les cœurs AMD X2 partagent le même contrôleur mémoire et peuvent donc communiquer entre eux sans avoir à passer par le lien HyperTransport. Ils sont aussi munis de leur propre cache L2 et d'un cache L3 partagé pour les cœurs K10 (Kuma). Enfin les Athlon X2 supportent les mêmes socket que les Athlon contrairement aux Pentium D d'Intel et ils supportent tous les optimisations logicielles pour l'Hyperthreading d'Intel.

## Athlon 64 X2

### Manchester

Logo des Athlon X2

MMX, Extended 3DNow!, SSE, SSE2, SSE3, AMD64, Cool'n'Quiet, NX Bit
Les cœurs Toledo et Manchester inaugurent en 2005 la gamme dual-core de AMD en réponse au développement des Pentium D par Intel. Bien que commercialisée après les Toledo, la série Manchester se caractérise par une révision antérieure (E4) mais surtout par un cache L2 plus petit.
| Modèle | Fréquence | Cache L2    | Revision | Mult. | Tension       | TDP   | HyperTransport | Référence     | Commercialisation |
| ------ | --------- | ----------- | -------- | ----- | ------------- | ----- | -------------- | ------------- | ----------------- |
| 4600+  | 2,4 GHz   | 2 x 512 Kio | E4       | x12   | 1,30 - 1,35 V | 110 W | 1000 MT/s      | ADA4600DAA5BV | 31 mai 2005       |
| 4200+  | 2,2 GHz   | 2 x 512 Kio | E4       | x11   | 1,30 - 1,35 V | 89 W  | 1000 MT/s      | ADA4200DAA5BV | 31 mai 2005       |
| 3800+  | 2,0 GHz   | 2 x 512 Kio | E4       | x10   | 1,30 - 1,35 V | 89 W  | 1000 MT/s      | ADA3800DAA5BV | 1er août 2005     |
| 3600+  | 2,0 GHz   | 2 x 256 Kio | E4       | x10   | 1,30 - 1,35 V | 89 W  | 1000 MT/s      |               |                   |

### Toledo
MMX, Extended 3DNow!, SSE, SSE2, SSE3, AMD64, Cool'n'Quiet, NX Bit
| Modèle | Fréquence | Cache L2    | Revision | Mult. | Tension       | TDP   | HyperTransport | Référence     | Commercialisation |
| ------ | --------- | ----------- | -------- | ----- | ------------- | ----- | -------------- | ------------- | ----------------- |
| 4800+  | 2,4 GHz   | 2 x 1 Mio   | E6       | x12   | 1,30 - 1,35 V | 110 W | 1000 MT/s      | ADA4800DAA6CD | 31 mai 2005       |
| 4600+  | 2,4 GHz   | 2 x 512 Kio | E6       | x12   | 1,30 - 1,35 V | 110 W | 1000 MT/s      | ADA4600DAA5CD | 21 avril 2005     |
| 4400+  | 2,2 GHz   | 2 x 1 Mio   | E6       | x11   | 1,30 - 1,35 V | 110 W | 1000 MT/s      | ADA4400DAA6CD | 21 avril 2005     |
| 4200+  | 2,2 GHz   | 2 x 512 Kio | E6       | x11   | 1,30 - 1,35 V | 89 W  | 1000 MT/s      | ADA4200DAA5CD | 21 avril 2005     |
| 3800+  | 2,0 GHz   | 2 x 512 Kio | E6       | x10   | 1,30 - 1,35 V | 89 W  | 1000 MT/s      | ADA3800DAA5CD | 21 avril 2005     |

### Windsor
Cool'n'Quiet, MMX, 3DNow! étendu, SSE, SSE2, SSE3, x86-64, NX bit, AMD Virtualization

#### Standard
| Modèle              | Fréquence | Cache L2    | Revision | Mult     | Tension       | TDP   | HyperTransport | Référence                                 | Commercialisation |
| ------------------- | --------- | ----------- | -------- | -------- | ------------- | ----- | -------------- | ----------------------------------------- | ----------------- |
| 6400+ Black Édition | 3,2 GHz   | 2 x 1 Mio   | F3       | débloqué | 1,35 - 1,40 V | 125 W | 1000 MT/s      | ADX6400IAA6CZ                             | 20 août 2007      |
| 6000+               | 3,0 GHz   | 2 x 1 Mio   | F3       | x15      | 1,35 - 1,40 V | 125 W | 1000 MT/s      | ADX6000IAA6CZ                             | 20 février 2007   |
| 6000+               | 3,0 GHz   | 2 x 1 Mio   | F3       | x15      | 1,30 - 1,35 V | 89 W  | 1000 MT/s      | ADA6000IAA6CZ                             | 20 août 2007      |
| 5600+               | 2,8 GHz   | 2 x 1 Mio   | F3       | x14      | 1,30 - 1,35 V | 89 W  | 1000 MT/s      | ADA5600IAA6CZ                             | 12 décembre 2006  |
| 5400+               | 2,8 GHz   | 2 x 512 Kio | F3       | x14      | 1,30 - 1,35 V | 89 W  | 1000 MT/s      | ADA5400IAA5CZ                             | 12 décembre 2006  |
| 5200+               | 2,6 GHz   | 2 x 1 Mio   | F2 F3    | x13      | 1,30 - 1,35 V | 89 W  | 1000 MT/s      | ADA5200IAA6CS ADA5200IAA6CZ               | 28 septembre 2006 |
| 5000+               | 2,6 GHz   | 2 x 512 Kio | F2 F2 F3 | x13      | 1,20 - 1,25 V | 89 W  | 1000 MT/s      | ADA5000IAA5CS ADA5000IAA5CU ADA5000IAA5CZ | 23 mai 2006       |
| 4800+               | 2,4 GHz   | 2 x 1 Mio   | F2       | x12      | 1,30 - 1,35 V | 89 W  | 1000 MT/s      | ADA4800IAA6CS                             | 23 mai 2006       |
| 4600+               | 2,4 GHz   | 2 x 512 Kio | F2       | x12      | 1,30 - 1,35 V | 89 W  | 1000 MT/s      | ADA4600IAA5CU                             | 23 mai 2006       |
| 4400+               | 2,2 GHz   | 2 x 1 Mio   | F2       | x11      | 1,30 - 1,35 V | 89 W  | 1000 MT/s      | ADA4400IAA6CS                             | 23 mai 2006       |
| 4200+               | 2,2 GHz   | 2 x 512 Kio | F2       | x11      | 1,30 - 1,35 V | 89 W  | 1000 MT/s      | ADA4200IAA5CU                             | 23 mai 2006       |
| 4000+               | 2,0 GHz   | 2 x 1 Mio   | F2       | x10      | 1,30 - 1,35 V | 89 W  | 1000 MT/s      | ADA4000IAA6CS                             | 23 mai 2006       |
| 3800+               | 2,0 GHz   | 2 x 512 Kio | F2       | x10      | 1,20 - 1,25 V | 89 W  | 1000 MT/s      | ADA3800IAA5CU                             | 23 mai 2006       |

#### Energy Efficient
| Modèle   | Fréquence | Cache L2    | Revision | Mult | Tension       | TDP  | HyperTransport | Référence                                 | Commercialisation |
| -------- | --------- | ----------- | -------- | ---- | ------------- | ---- | -------------- | ----------------------------------------- | ----------------- |
| 5200+ EE | 2,6 GHz   | 2 x 1 Mio   | F3       | x13  | 1,20 - 1,25 V | 65 W | 1000 MT/s      | ADO5200IAA6CZ                             | 20 février 2007   |
| 5000+ EE | 2,6 GHz   | 2 x 512 Kio | F3       | x13  | 1,20 - 1,25 V | 65 W | 1000 MT/s      | ADO5000IAA5CZ                             | 20 février 2007   |
| 4800+ EE | 2,4 GHz   | 2 x 512 Kio | F2       | x12  | 1,20 - 1,25 V | 65 W | 1000 MT/s      | ADO4800IAA6CS                             | 16 mai 2006       |
| 4600+ EE | 2,4 GHz   | 2 x 512 Kio | F2 F2 F3 | x12  | 1,20 - 1,25 V | 65 W | 1000 MT/s      | ADO4600IAA5CS ADO4600IAA5CU ADO4600IAA5CZ | 16 mai 2006       |
| 4400+ EE | 2,2 GHz   | 2 x 1 Mio   | F2       | x11  | 1,20 - 1,25 V | 65 W | 1000 MT/s      | ADO4400IAA6CS                             | 16 mai 2006       |
| 4200+ EE | 2,2 GHz   | 2 x 512 Kio | F2       | x11  | 1,20 - 1,25 V | 65 W | 1000 MT/s      | ADO4200IAA5CU                             | 16 mai 2006       |
| 4000+ EE | 2,0 GHz   | 2 x 1 Mio   | F2       | x10  | 1,20 - 1,25 V | 65 W | 1000 MT/s      | ADO4000IAA6CS                             | 16 mai 2006       |
| 3800+ EE | 2,0 GHz   | 2 x 512 Kio | F2 F2 F3 | x10  | 1,20 - 1,25 V | 65 W | 1000 MT/s      | ADO3800IAA5CS ADO3800IAA5CU ADO3800IAA5CZ | 16 mai 2006       |
| 3600+ EE | 2,0 GHz   | 2 x 256 Kio | F2       | x10  | 1,20 - 1,25 V | 65 W | 1000 MT/s      | ADO3600IAA4CU                             | août 2006         |

#### Energy Efficient Small Form Factor
| Modèle       | Fréquence | Cache L2    | Revision | Mult | Tension                         | TDP  | HyperTransport | Référence                   | Commercialisation |
| ------------ | --------- | ----------- | -------- | ---- | ------------------------------- | ---- | -------------- | --------------------------- | ----------------- |
| 3800+ EE-SFF | 2,0 GHz   | 2 x 512 Kio | F2       | x10  | 1,075 - 1,100 V 1,025 - 1,075 V | 35 W | 1000 MT/s      | ADD3800IAA5CU ADD3800IAT5CU | 16 mai 2006       |

### Brisbane
MMX, Extended 3DNow!, SSE, SSE2, SSE3, AMD64, Cool'n'Quiet, NX Bit, AMD Virtualization
Le Brisbane est un die-shrink du Windsor. Il se distingue par sa finesse de gravure mais aussi par un cache L2 plus petit qui s'explique par la volonté de AMD de répondre au plus vite à la demande assez forte. En effet le procédé de fabrication de processeur est plus rapide si le cache est diminué. En outre les paliers sont de 100 MHz et non de 200 MHz comme sur les Windsor ce qui permet d'obtenir des facteurs multiplicateurs en x, 5.

Selon les nomenclatures, le terme EE (Energy Efficient) est associé aux Brisbane. Cet élément prête à confusion car la série des Brisbane ne possède pas dans les faits de modèles EE mais s'explique par un TDP similaire aux modèles EE Windsor (65 W).
| Modèle              | Fréquence | Cache L2    | Revision | Mult.    | Tension                                         | TDP  | HyperTransport | Référence                   | Commercialisation |
| ------------------- | --------- | ----------- | -------- | -------- | ----------------------------------------------- | ---- | -------------- | --------------------------- | ----------------- |
| 5800+               |           | 2 x 512 Kio |          |          |                                                 | 89 W | 1000 MT/s      | ADO5800IAA5DO               | avril 2008        |
| 5600+               |           | 2 x 512 Kio |          |          |                                                 | 89 W | 1000 MT/s      |                             | mars 2008         |
| 5600+               | 2,9 GHz   | 2 x 512 Kio |          |          |                                                 | 65 W | 1000 MT/s      |                             | mars 2008         |
| 5400+               | 2,8 GHz   | 2 x 512 Kio | G2       | x14      |                                                 | 65 W | 1000 MT/s      | ADO5400IAA5DO               | 5 décembre 2006   |
| 5200+               | 2,7 GHz   | 2 x 512 Kio | G1 G2    | x13,5    | 1,300 - 1,325 - 1,350 V 1,325 - 1,350 - 1,375 V | 65 W | 1000 MT/s      | ADO5200IAA5DD ADO5200IAA5DO | 5 décembre 2006   |
| 5000+ Black Édition | 2,6 GHz   | 2 x 512 Kio | G1       | débloqué | 1,25 - 1,35 V                                   | 65 W | 1000 MT/s      | ADO5000IAA5DS               | 5 décembre 2006   |
| 5000+,              | 2,6 GHz   | 2 x 512 Kio | G1 G2    | x13      | 1,300 - 1,325 - 1,350 V                         | 65 W | 1000 MT/s      | ADO5000IAA5DD ADO5000IAA5DO | 5 décembre 2006   |
| 4800+,              | 2,5 GHz   | 2 x 512 Kio | G1 G2    | x12,5    | 1,300 - 1,325 - 1,350 V                         | 65 W | 1000 MT/s      | ADO4800IAA5DD ADO4800IAA5DO | 5 décembre 2006   |
| 4600+               | 2,4 GHz   | 2 x 512 Kio | G1 G2    | x12      | 1,30 - 1,325 - 1,35 V                           | 65 W | 1000 MT/s      |                             | 5 décembre 2006   |
| 4400+               | 2,3 GHz   | 2 x 512 Kio | G1 G2    | x11,5    | 1,25 - 1,30 - 1,35 V 1,325 - 1,350 - 1,375 V    | 65 W | 1000 MT/s      | ADO4400IAA5DD ADO4400IAA5DO | 5 décembre 2006   |
| 4200+               | 2,2 GHz   | 2 x 512 Kio | G1 G2    | x11      | 1,250 - 1,300 - 1,325 V                         | 65 W | 1000 MT/s      | ADO4200IAA5DD ADO4200IAA5DO | 5 décembre 2006   |
| 4000+               | 2,1 GHz   | 2 x 512 Kio | G1       | x10,5    | 1,250 - 1,300 - 1,325 V                         | 65 W | 1000 MT/s      | ADO4000IAA5DD               | 5 décembre 2006   |
| 3800+               | 2,0 GHz   | 2 x 512 Kio | G1       | x10      |                                                 | 65 W | 1000 MT/s      |                             | 5 décembre 2006   |
| 3600+               | 1,9 GHz   | 2 x 512 Kio | G1       | x9,5     | 1,20 - 1,25 - 1,30 V 1,20 - 1,30 - 1,35 V       | 65 W | 1000 MT/s      | ADO3600IAA5DD ADO3600IAA5DL | 5 décembre 2006   |

## Athlon X2
L'arrivée de la seconde génération de la série Brisbane s'accompagne d'une modification de la terminologie. En effet les Athlon dual-core perdent le terme 64 pour devenir Athlon X2. Cette modification fait suite à la généralisation des processeurs 64 bits dans le catalogue AMD.

### Brisbane
MMX, Extended 3DNow!, SSE, SSE2, SSE3, AMD64, Cool'n'Quiet, NX Bit, AMD Virtualization
Avec l'annonce des processeurs dotés de l'architecture K10, AMD modifie le nomenclature de cette seconde génération des Brisbane en BE-2xxx. L'amélioration des procédés de fabrication permet au fondeur de proposer des processeurs, à gravure constante (65 nm), avec un TDP et une tension plus faible.
| Modèle   | Fréquence | Cache L2    | Revision | Mult. | Tension                    | TDP  | HyperTransport | Référence                   | Commercialisation |
| -------- | --------- | ----------- | -------- | ----- | -------------------------- | ---- | -------------- | --------------------------- | ----------------- |
| BE-2400  | 2,3 GHz   | 2 x 512 Kio | G1 G2    | x11,5 | 1,15 - 1,2 - 1,25 V 1,25 V | 45 W | 2000 MT/s      | ADH2400IAA5DD ADH2400IAA5DO | 5 juin 2007       |
| BE-2350, | 2,1 GHz   | 2 x 512 Kio | G1 G2    | x10,5 | 1,15 - 1,2 - 1,25 V        | 45 W | 2000 MT/s      | ADH2350IAA5DD ADH2350IAA5DO | 5 juin 2007       |
| BE-2300  | 1,9 GHz   | 2 x 512 Kio | G1 G2    | x9,5  | 1,15 - 1,2 - 1,25 V        | 45 W | 2000 MT/s      | ADH2300IAA5DD ADH2300IAA5DO | 5 juin 2007       |

Pour le second trimestre 2008, AMD revoit une nouvelle fois sa nomenclature pour mieux coller à celle de sa gamme K10 à base de la génération Kuma (6xx0). En outre leur dénomination se rapproche beaucoup de celle des premières générations de Brisbane en termes de fréquence. Si la version 4850e est nouvelle, les modèles 4450e et 4050e sont en fait des modèles BE-2400 et BE-2350 renommés.
| Modèle                        | Fréquence | Cache L2    | Revision | Mult. | Tension       | TDP  | HyperTransport | Référence     | Commercialisation |
| ----------------------------- | --------- | ----------- | -------- | ----- | ------------- | ---- | -------------- | ------------- | ----------------- |
| Athlon X2 standard            |           |             |          |       |               |      |                |               |                   |
| 5050e                         | 2,6 GHz   | 2 x 512 Kio | G2       | x13   | 1.15 - 1.25 V | 45 W |                | ADH5050IAA5DO | 21 octobre 2008   |
| 4850e                         | 2,5 GHz   | 2 x 512 Kio | G2       | x12,5 | 1.15 - 1.25 V | 45 W |                | ADH4850IAA5DO | 5 mars 2008       |
| 4450e                         | 2,3 GHz   | 2 x 512 Kio | G2       | x11,5 | 1.15 - 1.25 V | 45 W | 2000 MT/s      | ADH4450IAA5DO | 21 avril 2008     |
| 4050e                         | 2,1 GHz   | 2 x 512 Kio | G2       | x10,5 | 1.15 - 1.25 V | 45 W | 2000 MT/s      | ADH4050IAA5DO | 21 avril 2008     |
| Athlon X2 faible consommation |           |             |          |       |               |      |                |               |                   |
| 4200+                         |           | 2 x 512 Kio |          |       |               | 35 W |                |               | 2d trim. 2008     |
| 3600+                         |           | 2 x 512 Kio |          |       |               | 35 W |                |               | 2d trim. 2008     |
| 3400e                         |           | 2 x 512 Kio |          |       |               | 22 W |                |               | 2d trim. 2008     |

### Kuma

#### Prototypes
AMD a développé une déclinaison double cœur de son architecture K10 nommée Kuma. Les premières nomenclatures évoquent alors trois modèles : GE-6600 (2,3 GHz), GE-6500 (2,1 GHz) et GE-6400 (1,9 GHz) et possédant tous un TDP de 45 W (classe GE). Deux autres références, 6250 et 6050, au TDP supérieur (65 W) ont aussi été évoquées mais sans en préciser leur fréquence. Malgré une timide apparition sur certain sites de vente en ligne un an après, ces modèles furent finalement abandonnés. L'absence de communication ainsi que de commercialisation près d'un an après celle des modèles quad cœurs aboutit à l'apparition de rumeurs sur un abandon définitif des dual cœur K10 en 65 nm. Rumeurs qui furent par la suite démenties par AMD.

#### Modèles définitifs
Finalement AMD commercialisa deux modèles au début de l'année 2009 puis complété par un troisième au cours du mois d'avril. Le retard de leur commercialisation résulte de nombreuses discussions en interne pour débattre de l'intérêt de la sortie de cette gamme car le Kuma est pénalisé par ses performances et par les faibles ventes des modèles triple cœurs Toliman. En effet le Kuma n'est autre qu'un Phenom dont deux cœurs ont été désactivés. Cette configuration permet certes de limiter les pertes en fin de chaine de production mais augmente la consommation et l'échauffement du processeur. De plus leur commercialisation jouxtant celles des Phenom II gravé en 45 nm, l'intérêt d'une telle offre s'avère limité d'autant que les déclinaisons Athlon II étaient programmées dès le trimestre suivant.
| Modèle                       | Nombre de cœurs | Fréquence | Cache       | Cache      | Cache | Mult. | Tension        | Révision | TDP  | HyperTransport | Référence     | Commercialisation | Commercialisation | Commercialisation |
| Modèle                       | Nombre de cœurs | Fréquence | L1          | L2         | L3    | Mult. | Tension        | Révision | TDP  | HyperTransport | Référence     | Début             | Fin de vie        |                   |
| ---------------------------- | --------------- | --------- | ----------- | ---------- | ----- | ----- | -------------- | -------- | ---- | -------------- | ------------- | ----------------- | ----------------- | ----------------- |
| Athlon X2 7x50 Black Edition |                 |           |             |            |       |       |                |          |      |                |               |                   |                   |                   |
| 7850 BE                      | 2               | 2,8 GHz   | 2 × 128 Kio | 2 x 512 ko | 2 Mio |       | 1,20 - 1,25 V  | B3       | 95 W | 1 800 MHz      | AD785ZWCJ2BGH | 28 avril 2009     |                   |                   |
| 7750 BE                      | 2               | 2,7 GHz   | 2 × 128 Kio | 2 x 512 ko | 2 Mio |       | 1,05 - 1,325 V | B3       | 95 W | 1 800 MHz      | AD775ZWCJ2BGH | 14 décembre 2008  |                   |                   |
| Athlon X2 7x50               |                 |           |             |            |       |       |                |          |      |                |               |                   |                   |                   |
| 7550                         | 2               | 2,5 GHz   | 2 × 128 Kio | 2 x 512 ko | 2 Mio |       | 1,05 - 1,325 V | B3       | 95 W | 1 800 MHz      | AD7550WCJ2BGH | 14 décembre 2008  |                   |                   |
| 7450                         | 2               | 2,4 GHz   | 2 × 128 Kio | 2 x 512 ko | 2 Mio |       | 1,05 - 1,325 V | B3       | 95 W | 1 800 MHz      | AD7450WCJ2BGH | 14 décembre 2008  |                   |                   |